# Etweda Cooper
Etweda Ambavi Gbenyon Cooper, conocida como Sugars, (Edina) es una política y activista por la paz de Liberia. Ha sido descrita como "la decana" y "la madrina" del movimiento de mujeres de Liberia. En 2010, fue elegida alcaldesa de Edina, Liberia . En 2012 se desempeñó como superintendente del condado de Grand Bassa hasta 2015.

## Biografía
Etweda Cooper nació en Edina, en una familia de élite descendiente de esclavos liberados que regresaron de Estados Unidos a Liberia en el siglo XIX. Creció hablando bassa y el inglés liberiano.
Cooper es conocida en todo el país por su apodo, Sugars.
Dejó Liberia cuando era joven para asistir a la universidad en Berna, Suiza .

### Primera Guerra Civil Liberiana
Después de regresar a Liberia, Cooper se involucró en el movimiento por la paz en 1994.
Como cofundadora y antigua presidenta de la Iniciativa de Mujeres de Liberia, fue una figura clave en el activismo por la paz de las mujeres durante la primera guerra civil liberiana .
En 1998 Cooper fue arrestada brevemente por la Policía Nacional de Liberia después de denunciar el asesinato de una mujer a manos de las fuerzas de seguridad.

### Segunda Guerra Civil Liberiana y secuelas
Como miembro de la Women of Liberia Mass Action for Peace a principios de la década de 2000, desempeñó un papel importante en la campaña de resistencia no violenta que condujo al final de la segunda guerra civil de Liberia.
Cooper también ha estado involucrada en la Red de Mujeres en la Construcción de la Paz (WIPNET), miembro de la Red de África Occidental para la Construcción de la Paz .
Después de que terminó la segunda guerra civil, ayudó a organizar a las mujeres en favor de la campaña presidencial de 2005 de Ellen Johnson Sirleaf, en la que Sirleaf fue elegida la primera presidenta de un país africano.
Cooper aparece en el documental Pray the Devil Back to Hell sobre el papel de las mujeres en el proceso de paz de Liberia. En 2006, se convirtió en la primera en recibir el Premio 1325 del gobierno holandés.

## Trayectoria política
En abril de 2010, Cooper fue elegida alcaldesa de su ciudad natal, Edina, que pretendía convertir en una ciudad segura y ecológica que atrajera turistas.
En 2012, fue nombrada superintendente del condado de Grand Bassa por la presidenta Ellen Johnson Sirleaf, y confirmada por el Senado de Liberia . En su nombramiento, se convirtió en alcaldesa emérita de Edina.
Su tiempo en el cargo incluyó la supervisión de la respuesta del condado a la epidemia del virus del Ébola en África Occidental . Más adelante en su mandato, Cooper se convirtió en presidenta del Consejo de Superintendentes de Liberia. Renunció como superintendente del condado en 2015, aludiendo "razones personales".
En 2017, se postuló para representar a Grand Bassa en la Cámara de Representantes de Liberia, como miembro del Partido True Whig, pero no fue elegida.